# Ruth Elias
Ruth Elias (geboren am 6. Oktober 1922 in Mährisch-Ostrau als Ruth Huppert; gestorben am 11. Oktober 2008 in Beit Yitzhak-Sha'ar Hefer, Israel) war eine Überlebende der Shoah. Nach der deutschen Annexion der Tschechoslowakei wurde sie 1942 ins KZ Theresienstadt und dann 1943 in das Konzentrationslager Auschwitz deportiert, wo sie Josef Mengeles Experimente überlebte. Sie ging später nach Israel, wo sie ihre Memoiren schrieb. Der Titel lautet im Deutschen „Die Hoffnung erhielt mich am Leben“. Ruth Elias lebte seit 1949 in Israel.

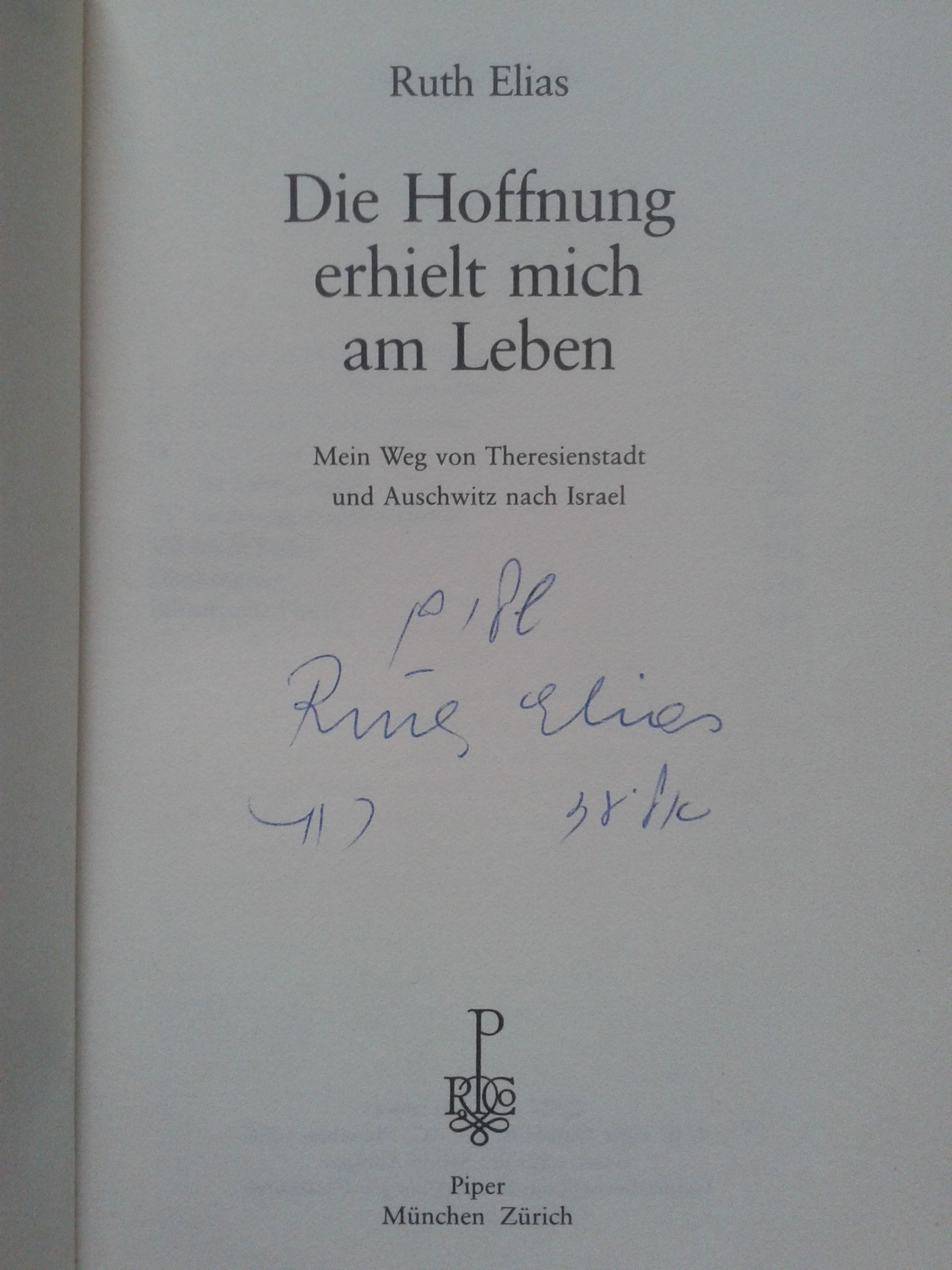
Schalom, Friedensgruß, und Unterschrift von Ruth Elias, Titelblatt von: Die Hoffnung erhielt mich am Leben. München, Zürich 1988.

## Leben
Ruth Elias wurde 1922 als Tochter eines wohlhabenden Wurstfabrikanten in Mährisch-Ostrau geboren. Nach der Besetzung der Tschechoslowakei am 15. und 16. März 1939 arbeitete sie mit ihrer Familie drei Jahre lang als Tagelöhnerin mit gefälschten Papieren bei Bauern, bis sie am 4. April 1942 denunziert und in das KZ Theresienstadt deportiert wurden. Dort traf sie ihren Freund Gorni wieder und heiratete ihn.
Im Winter 1943 stellte Ruth fest, dass sie schwanger war, kurz darauf wurde sie in das KZ Auschwitz deportiert. Bei einer Selektion im Juni 1944 entging sie der Aussonderung als „nicht arbeitsverwendungsfähig“. Ruth Elias äußert hierzu, dass ihr dies gelungen sei, indem sie sich hinter zwei anderen, nichtschwangeren Frauen verbarg. Die betroffenen KZ-Insassen hätten nackt zwischen zwei SS-Männern hindurchgehen müssen. Sie habe die beiden anderen Frauen gebeten, sich vor sie zu stellen. Zu diesem Zeitpunkt sei sie im achten Monat schwanger gewesen. Wäre sie als schwanger identifiziert worden, so ahnte sie, hätte dies ihren Tod in den Gaskammern bedeutet.
Durch die gelungene Täuschung des Selektierers Mengele wurde sie statt in die Gaskammern als eine von etwa 1000 Frauen zur Zwangsarbeit nach Hamburg geschickt, um dort die Trümmer einer zerbombten Raffinerie zu beseitigen. Sie berichtet, der Transport sei in Viehwaggons geschehen. In Hamburg kam sie in das
KZ-Außenlager Hamburg-Dessauer Ufer (Hamburg-Veddel) des KZ Neuengamme. Dort wurde sie gemeinsam mit einer anderen schwangeren Frau, Berta Reich, als Schwangere erkannt. Elias beschreibt, dass die SS-Kommandantur in Hamburg daraufhin die Deportation in das KZ Ravensbrück mit einem zivilen Zug unter Begleitung von SS-Männern angeordnet hatte. Sie erzählt, dass die beiden Frauen während dieser Reise durch Berlin gekommen sind und einen Fluchtversuch unternommen haben, indem sie über eine Rolltreppe nach oben rannten. Doch die Häftlingskleidung und Schreie der SS-Männer verrieten sie sofort. Am oberen Ende der Rolltreppe wurden sie von Passanten festgehalten. Im KZ Ravensbrück kamen beide auf das Krankenrevier und sind später mit ca. 20 anderen schwangeren Frauen zusammengerufen worden. Ruth Elias sagte hierauf zu Berta Reich: „Ich sage, dass wir Schwestern sind und du Schmerzen hast, damit ich bei dir bleiben kann.“ Das tat sie auch, woraufhin die Lagerälteste beide in das Krankenrevier verlegte. Die anderen Frauen wurden abtransportiert und sollen im KZ Auschwitz in den Gaskammern ermordet worden sein. Ruth Elias beschreibt weiter, dass sie und Berta Reich bereits nach einer Nacht im Krankenrevier des KZ Ravensbrück als gesund entlarvt wurden. Daraufhin wurden beide mit einer Hebamme und einem SS-Mann nach Auschwitz deportiert. Beide trennten den gelben Judenstern ab und ließen nur das rote Dreieck (politische Gefangene) an ihrer Häftlingskleidung. Im KZ Auschwitz kamen sie in das Frauenlager. Dies bedeutete für Ruth Elias Hoffnung. Sie sagte zu Berta: „Wir werden leben!“ Im Frauenlager waren sie die einzigen, die je von einem Transport, von Auschwitz weg, zurückgekommen waren. Sie wurden eine Sensation, was Mengeles Aufmerksamkeit auf sie gelenkt haben soll. Ruth Elias berichtet weiterhin, dass Mengele sie rufen ließ und wütend wurde, weil er sie übersehen hatte, und laut Elias sagte: „Wo wart ihr, als ich die Leute für die Arbeit ausgesucht habe?“ Dann habe er entschieden: „Entbinden Sie und dann werden Sie weiter sehen.“ Elias berichtet weiter, er sei daraufhin jeden Tag zu den beiden Frauen gekommen. Er habe Fragen gestellt: „Wie fühlen Sie sich?“ und „Was machen Sie so?“ Sie beschreibt weiter, dass sie große Angst vor dem sonst charmanten, attraktiven und sehr selbstbewussten Mengele gehabt habe. Sie habe kein Wort herausgebracht und nur auf seine Fragen geantwortet.
Ruth Elias bekommt schließlich Wehen und entbindet ein „wunderschönes, sehr großes Mädchen“. Sie berichtet, es habe keine Watte gegeben, kein kochendes Wasser. Sie sei in ihrem eigenen Schmutz gelegen. Eine Hebamme besorgte für das Neugeborene ein Leintuch. Am Morgen nach der Geburt kam Mengele und sagte gemäß Ruth Elias:

„Dieser Frau muss die Brust bandagiert werden, sie darf das Kind nicht stillen. Ich will herausfinden, wie lange ein Baby ohne Nahrung leben kann.“

Weiter beschreibt Ruth Elias ihre Erinnerungen an die nun folgenden Stunden:

„Also wurden meine Brüste einbandagiert, und das Baby schrie neben mir vor Hunger, während ich Suppe bekam. Ich nahm eine kleine Ecke von dem Leintuch, tunkte ein Stückchen Brot in die Suppe und wickelte es in das Leintuch, das ich dem Kind in den Mund steckte, weil es Hunger hatte.
So ging das mehrere Tage. Ich bekam hohes Fieber, weil meine Brüste voller Milch waren, und ich das Kind nicht stillen konnte. Mengele kam täglich, um seine Forschung zu betreiben: Wie lange kann ein Baby ohne Nahrung überleben? Wie ich schon sagte, keine Windeltücher, es war furchtbar. Wir lagen beide in unserem eigenen Schmutz.
Das Baby wurde immer dünner, bekam Ödeme, ein schrecklicher Anblick. Am achten Tag kam Mengele und sagte: „Sei morgen früh um acht mit deinem Kind bereit, ich werde euch abholen.“ Ich wusste, wenn er uns abholt, bringt er uns zur Gaskammer. Ich wollte nicht mehr leben, ich konnte das alles nicht mehr ertragen. In gewisser Weise war ich froh, diesem Elend zu entkommen.
Als am Abend die Lichter ausgingen und es dunkel wurde, wusste ich, dies ist meine letzte Nacht. Mein Kind konnte nicht mehr weinen. Es war furchtbar, seine Stimme zu hören, die nur noch ein Geräusch war. Ich begann zu weinen, weil ich wusste, morgen werde ich mit meinem Kind sterben. Das Licht ging aus, und ich fing an zu schreien, denn nachts ist alles noch schrecklicher.
Es kam eine Ärztin und fragte: „Warum schreien sie so?“ Ich sagte: „Ich werde morgen sterben.“ „Oh, dann sind Sie diejenige, die aus Hamburg zurückgekehrt ist?“ Ich antwortete: „Ja, ich werde morgen entlassen, Mengele kommt mich abholen.“ Da sagte sie: „Ich werde Ihnen helfen.“ Nach einer halben Stunde kam sie mit einer Injektionsnadel zurück und sagte: „Geben Sie das Ihrem Kind!“ Ich fragte, was das wäre, und sie sagte: „Morphium.“ Ich fragte: „Wie kann ich meinem Kind das geben? Soll ich mein eigenes Kind ermorden?“ Sie antwortete: „Ich habe den hippokratischen Eid geleistet, du bist jung und ich muss dein Leben retten. Dein Kind wird nicht überleben, schau es doch an. Aber du bist jung und darfst nicht sterben. Gib das deinem Kind! Denn ich darf es nicht.“ Ich wollte nicht. Aber sie redete auf mich ein. Und je mehr sie auf mich einredete, desto weniger Widerstand hatte ich noch. Und so tat ich es dann, ich gab meinem Kind die Injektion. Sie brachte die Nadel weg, und das Kind lag neben mir im Sterben. Es dauerte vielleicht ein bis zwei Stunden.
Bei Tagesanbruch wurden im Krankenrevier immer die Leichen eingesammelt. In Auschwitz gab es jeden morgen eine Unmenge von Leichen. Sie kamen und nahmen auch mein Kind mit. Sie brachten es fort. Als um acht Uhr Mengele kam, stand ich schon für den Transport bereit. Er fragte: „Wo ist das Kind?“ Ich sagte: „Es ist heute Nacht gestorben.“ Mengele: „Ich will die Leiche sehen!“, und damit ging er fort. Mir wurde erzählt, er hätte sie gesucht, aber die winzige Leiche in dem großen Haufen nicht gefunden. Es war selbst für Dr. Mengele schwierig.
Als er zurück kam, sagte er auf deutsch zu mir: „Haben Sie ein Schwein gehabt, mit dem nächsten Transport gehen Sie weg!“ Genau das waren seine Worte, „Schwein gehabt“. Aber „mit dem nächsten Transport gehen Sie weg“. Ich war nicht froh. Ich konnte mich nicht freuen. Ich war gebrochen und wollte nicht mehr leben. Oder doch. Ich wusste nicht, was ich wollte. Ich war so apathisch. Nichts konnte mich erfreuen, überhaupt nichts.“

Später suchte Ruth Elias in der Tschechoslowakei nach Angehörigen. Sie ging an die verabredeten Orte, fand aber niemanden. Alle 13 Geschwister ihres Vaters mit den Frauen und den Kindern waren tot. Nur eine Tante gab es noch, sie lebte in Palästina. Ruth Elias bekam eine schwere Depression, weil sie sich allein fühlte. Sie wollte nicht mehr leben. In einer Klinik konnte ihr geholfen werden.
Ruth Elias hatte zwei Söhne mit ihrem Mann Kurt Elias, den sie 1944 im KZ-Außenlager Taucha kennengelernt hatte und mit dem sie 1949 von Prag nach Israel ging.

## Dokumentation
- Claude Lanzmann interviewte für den Dokumentarfilm Shoah, der 1985 erschien, Ruth Elias. Das gesamte Interview steht ebenfalls als Film zur Verfügung und heißt: Vier Schwestern (1/4) – Der hippokratische Eid, Ruth Elias.[2]
- Heike Tauch: Wann reden, wann schweigen. Ein Besuch bei Ruth und Kurt Elias in Beth Jitzchak. Radiofeature. Deutschlandfunk 2007. (deutschlandfunk.de)

## Schriften
- Die Hoffnung erhielt mich am Leben. Mein Weg von Theresienstadt und Auschwitz nach Israel. Piper, München u. a. 1988, ISBN 3-492-03266-4.